# Cukang Taneuh

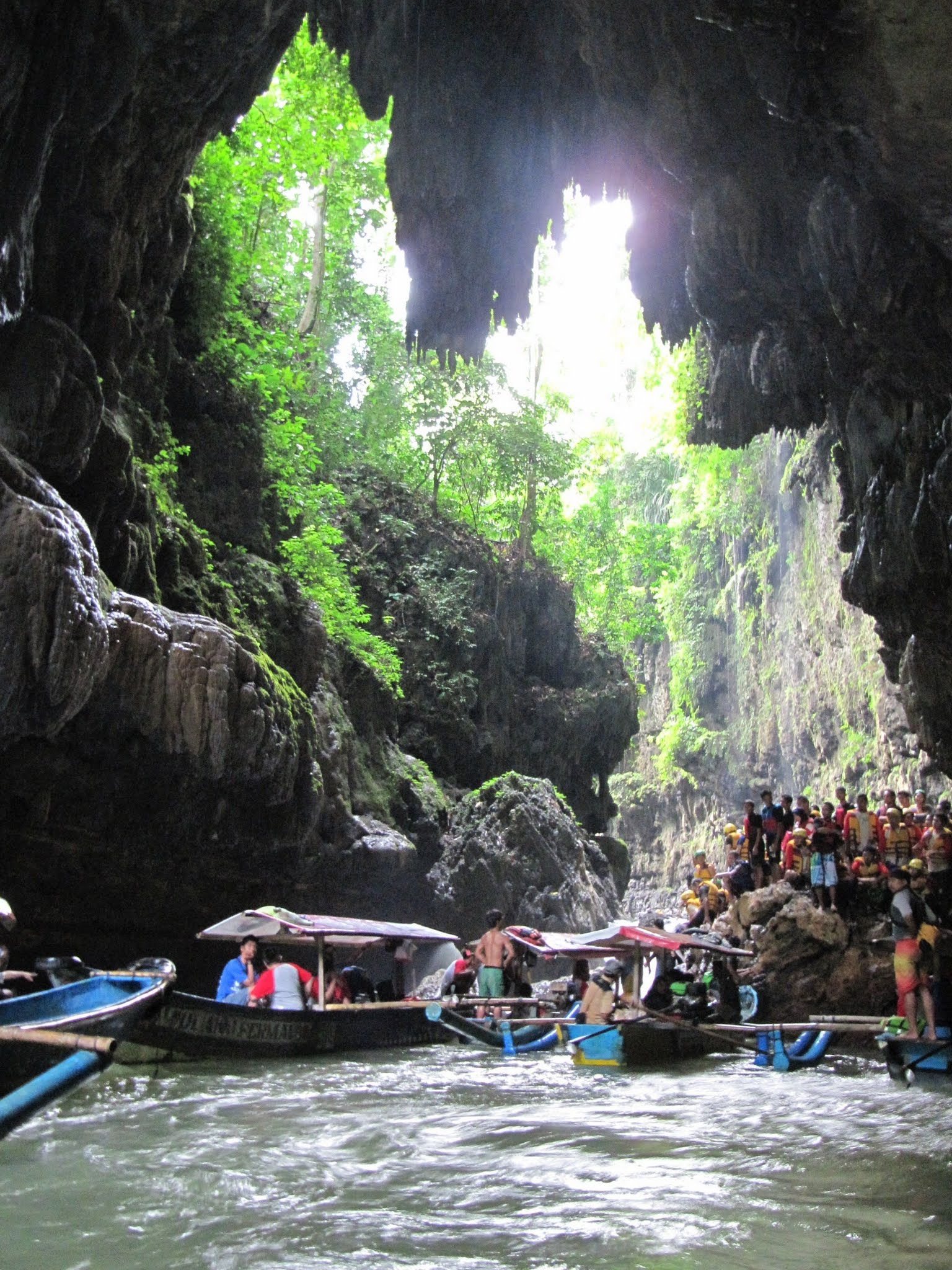
Green Canyon (Cujang Taneuh)

Cukang Taneuh (Green Canyon) is een populaire bezienswaardigheid ten westen van de Indonesische badplaats Pangandaran met dagelijks enkele duizenden bezoekers. De canyon met groen begroeide oevers kan worden bezocht door middel van een vaartocht van ongeveer 45 minuten. Ook bestaat er de mogelijkheid om te zwemmen op het keerkunt van de reis, in een grot waar de Cijulang-rivier door stroomt.